# تراث شعبي فرنسي

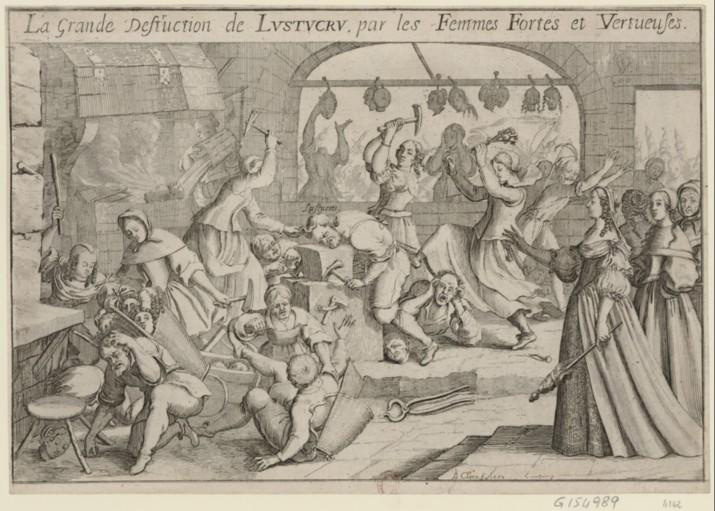
من الأساطير الفرنسية: التدمير الكبير من قبل النساء القويات والفاضلات

التراث الشعبي الفرنسي  ويشمل الأساطير وقصص الجنيات وأساطير الغال والنورمانديين والفرانكيين والأوكسيطانيين والشعوب الأخرى المقيمة في فرنسا.